# Yang Zhifa
Yang Zhifa (杨志发), né en 1933, est l'un des découvreurs du mausolée de l'empereur Qin. Pendant plusieurs années, il a travaillé dans un petit magasin de souvenirs au sein du musée du mausolée, où il dédicaçait des livres vendus aux touristes. Aujourd'hui, il est très souvent remplacé par des imposteurs prétendant être le véritable Yang Zhifa ou l'un des autres découvreurs pour accroître les ventes de livres.
Bien qu'il soit officiellement reconnu comme le principal découvreur, son nom ne figure pas sur les pancartes explicatives du musée et il n'est que rarement mentionné, les découvreurs étant généralement décrits comme étant « un groupe d'agriculteurs », sans référence spécifique aux individus.

## Biographie

### Découverte
Le 23 mars 1974, Yang Zhifa, 41 ans, habitant le village de Xiyang dans le comté de Lintong, à 35 kilomètres à l'est de la ville de Xi'an,, décide, en pleine sècheresse, de creuser un puits avec cinq frères — Yang Wenhai, Yang Yanxin, Yang Quanyi, Yang Peiyan et Yang Xinam — et Wang Puzhi pour arroser leurs cultures.  Ils ont choisi un petit bois au sud de leur village ; cinq jours plus tard, le puits atteint 15 mètres de profondeur et, en remontant de la terre, Zhifa aperçoit dans le panier une tête en terre cuite et une pointe de flèche en bronze.

### Récompenses
Aussitôt, il alerte les autorités de sa découverte. Celles-ci dépêchent une équipe d'archéologues sur le site. Le gouvernement lui offre pour le récompenser une prime de 300 yuans (30 €), équivalant à un an de son salaire de paysan. Exproprié de sa terre de 167 mètres carrés pour les besoins archéologiques et touristiques en même temps que les autres villageois, le gouvernement lui concède un terrain à Qinyong, un village alentour, sur lequel il bâtit sa maison. Lorsque le site devient accessible au public, il est engagé par le musée, au sein duquel il signe des livres dans une boutique de souvenirs, six jours sur sept, de 9 heures à 17 heures, pour un salaire de CNY 300 par mois, qui augmentera jusqu'à CNY 1000 lorsqu'il prend sa retraite.
En 1998, Yang Zhifa a le privilège de serrer la main du président des États-Unis Bill Clinton à l'occasion de sa venue au mausolée de Qin.
L'astéroïde (267017) Yangzhifa porte son nom.

## Autres découvreurs
Des sept découvreurs, seuls quatre sont encore en vie : Yang Zhifa, Yang Quanyi, Yang Peiyan et Yang Xinman. Wang Puzhi, malade du cœur, se suicide en 1997 alors que Yang Wenhai et Yang Yanxin meurent dans leur cinquantaine de maladies.